# باتريشيا غروسمان
باتريشيا غروسمان (بالإنجليزية: Patricia Grossman)‏ (1951، كليفلاند في الولايات المتحدة)؛ روائية أمريكية.